# النتسایت
النتسایت (به لاتین: Elentsite) یک منطقهٔ مسکونی در بلغارستان است که در شهرستان دریانوو واقع شده‌است.